# منشار رأسي

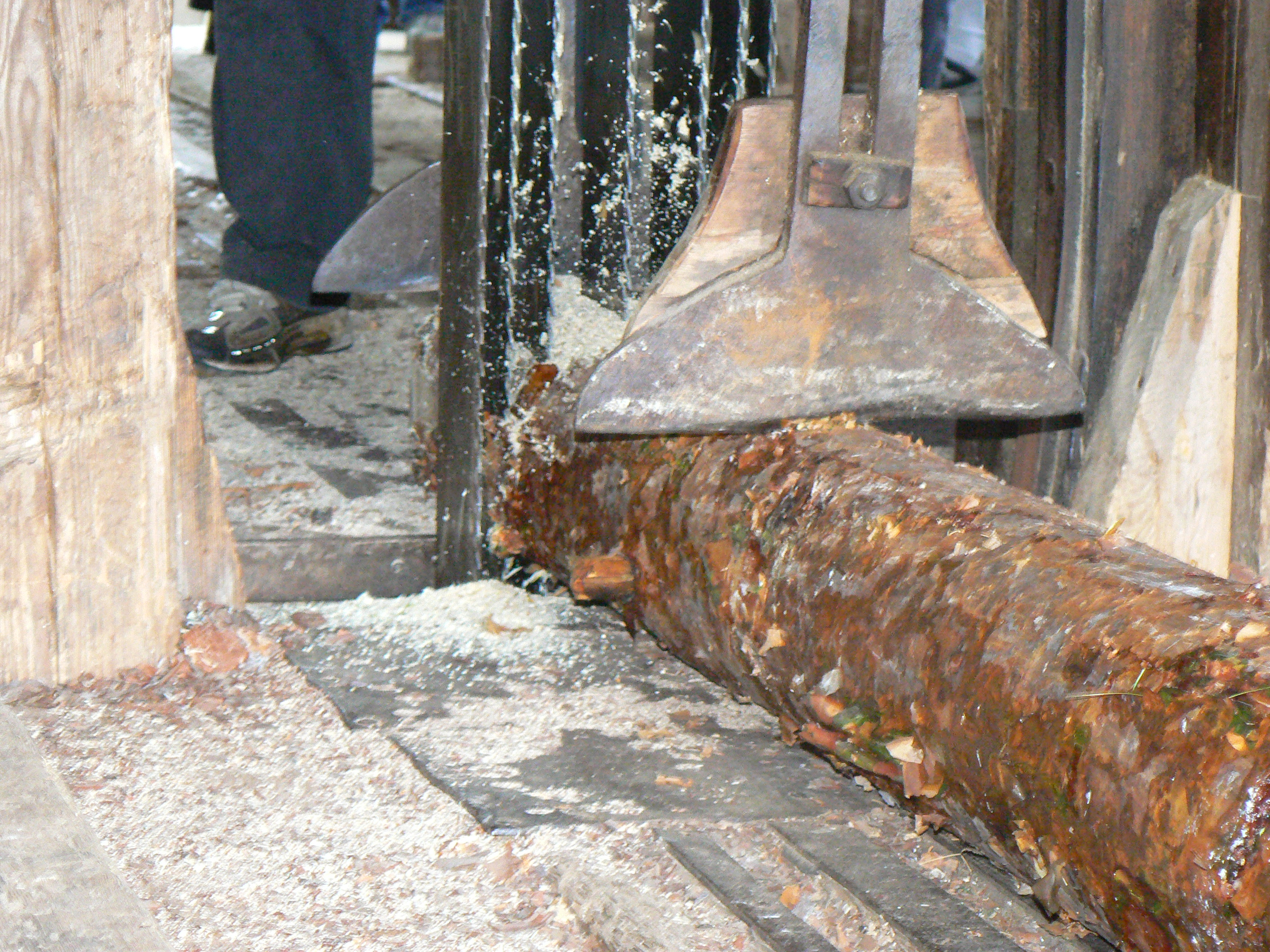
نوع من مناشير الرأس تسمى منشار العصابات بسبب "عصابة" الشفرات المستخدمة معًا.

المنشار الرأسي أو المنشار الإطاري أو المنشار العصبي أو المنصة الرأسية (بالإنجليزية: Head saw)‏ هو المنشار أداة في المنشرة يقوم بإجراء القطع الأولي في جذوع الشجر أو بتحويلها إلى أشكال حادة أو ألواح خشبية.

## التاريخ
يتكون المنشار الأصلي الذي يعمل بالطاقة من شفرات طويلة ضيقة تستخدم حركة منشار ترددي صعودًا وهبوطًا. تم تثبيت كل شفرة بعرض ثابت، مما يعني أن كل جذع خشبي يتم قطعها، بغض النظر عن العيوب، بشكل متماثل. لم يكن هذا التصميم موفرًا للطاقة، وبدأت حوالي 1860 المنشرات في تبني المنشار الدائري الأكثر كفاءة. في سبعينيات القرن التاسع عشر، تم تحسين الحد من حجم قطعة خشب حسب نصف قطر المنشار الدائري مع إدخال المنشار الدائري المزدوج وبوجود شفرة واحدة فوق الأخرى. في الثمانينيات من القرن التاسع عشر، تم تقديم المنشار الشريطي الذي مكن المنشار الرأسي بالتعامل مع الجذوع الخشبية باحجام مختلفة غير محدودة تقريبًا، مما يجعله مثاليًا للخشب الأحمر في كاليفورنيا.

## الاستخدام الحديث
حاليًا، تستخدم في الغالب المناشير الرأسية لقطع جذوع خشبية ذات قطر تتراوح من 16 إلى 72   بوصة اعتمادا على نوع شريط المطحنة المركب على المناشير. تقوم الآلات المحسّنة الآن بقطع الأقطار الأصغر نظرًا لأنها أكثر كفاءة ويمكن أن توفر إنتاجًا أكبر.
اعتمادًا على قطر الجذع، يمكن أن تقطع المناشير الرأسية جذعا بسرعات تتراوح من 1 إلى 300 قدم في الدقيقة. بشكل عام، سرعات نقل الجذوع قابلة للتعديل للحصول على أفضل أداء.

### عملية
يتم تشغيل المنشار الرأسي بواسطة منشار الجذع. يضع منشار الجذع في الموضع المناسب للقطع الأولي مع تحجيم الجذع لتحديد الاستخدام الأمثل. المسؤول عن الخروج هو المسؤول عن إزالة الألواح المقطوعة.